# 栋皮埃尔 (瓦兹省)
栋皮埃尔（法語：Dompierre，法語發音：[dɔ̃pjɛʁ] ⓘ）是法国瓦兹省的一个市镇，属于克莱蒙区。

## 地理
栋皮埃尔（49°35'40"N, 2°32'8"E）面积2.73 平方千米，位于法国上法蘭西大區瓦兹省，该省份为法国北部内陆省份，北起索姆省，西接厄尔省和滨海塞纳省，南至塞纳-马恩省和瓦兹河谷省，东临埃纳省。
与栋皮埃尔接壤的市镇（或旧市镇、城区）包括：栋夫龙、费里耶尔、戈当维莱、鲁瓦约库尔。

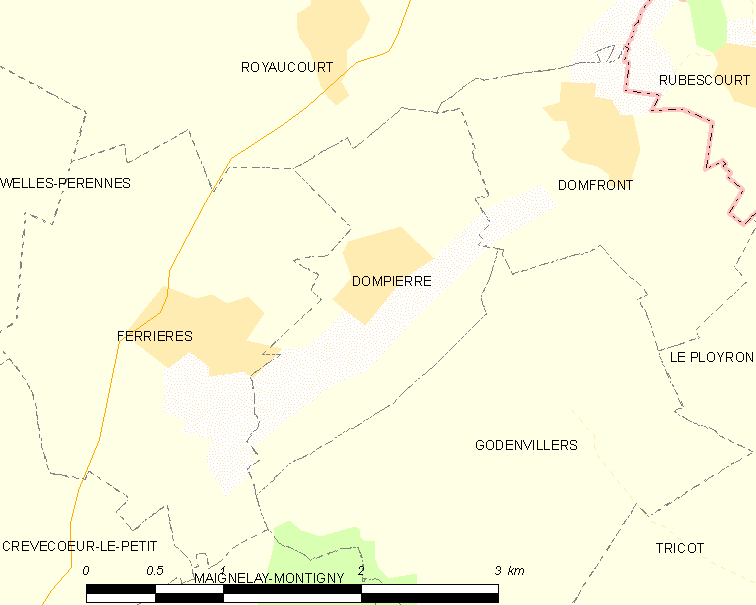
的OSM定位图

栋皮埃尔的时区为UTC+01:00、UTC+02:00（夏令时）。

## 行政
栋皮埃尔的邮政编码为60420，INSEE市镇编码为60201。

## 政治
栋皮埃尔所属的省级选区为埃斯特雷圣但尼县。

## 人口

1962-2008年间人口变化图示

栋皮埃尔于2022年1月1日时的人口数量为245人。